# مدينة نصر
مدينة نصر هي إحدى أحياء القاهرة الحديثة نسبيا، أنشأت امتدادا لحي مصر الجديدة، وتقسم مدينة نصر إلى حيين اثنين هما «حي شرق» و«حي غرب» مدينة نصر، ثم إلى عدة شياخات أصغر لكبر مساحتها.
تعدّ مدينة نصر أكبر أحياء القاهرة من حيث المساحة، حيث تمتد على مساحة تقارب 250 كيلو مترا مربعا من إجمالي مساحة العاصمة البالغة 1445 كيلومترا مربعا.

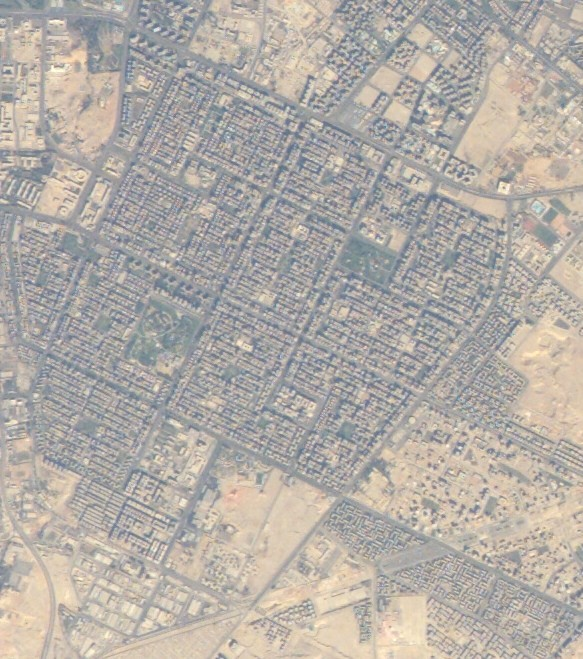
صورة لمدينة نصر التقطت بالأقمار الصناعية.

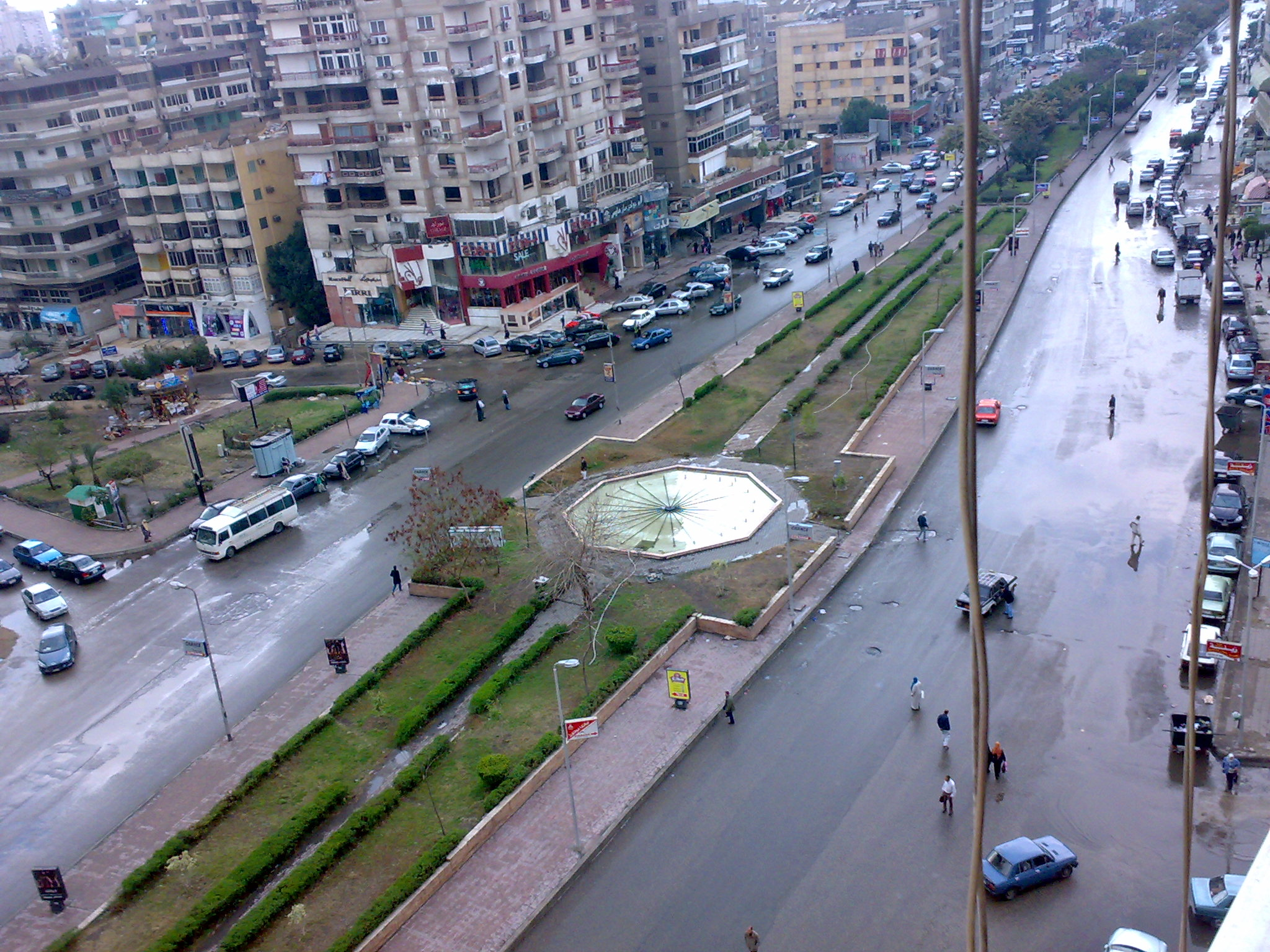
شارع عباس العقاد في يوم ممطر

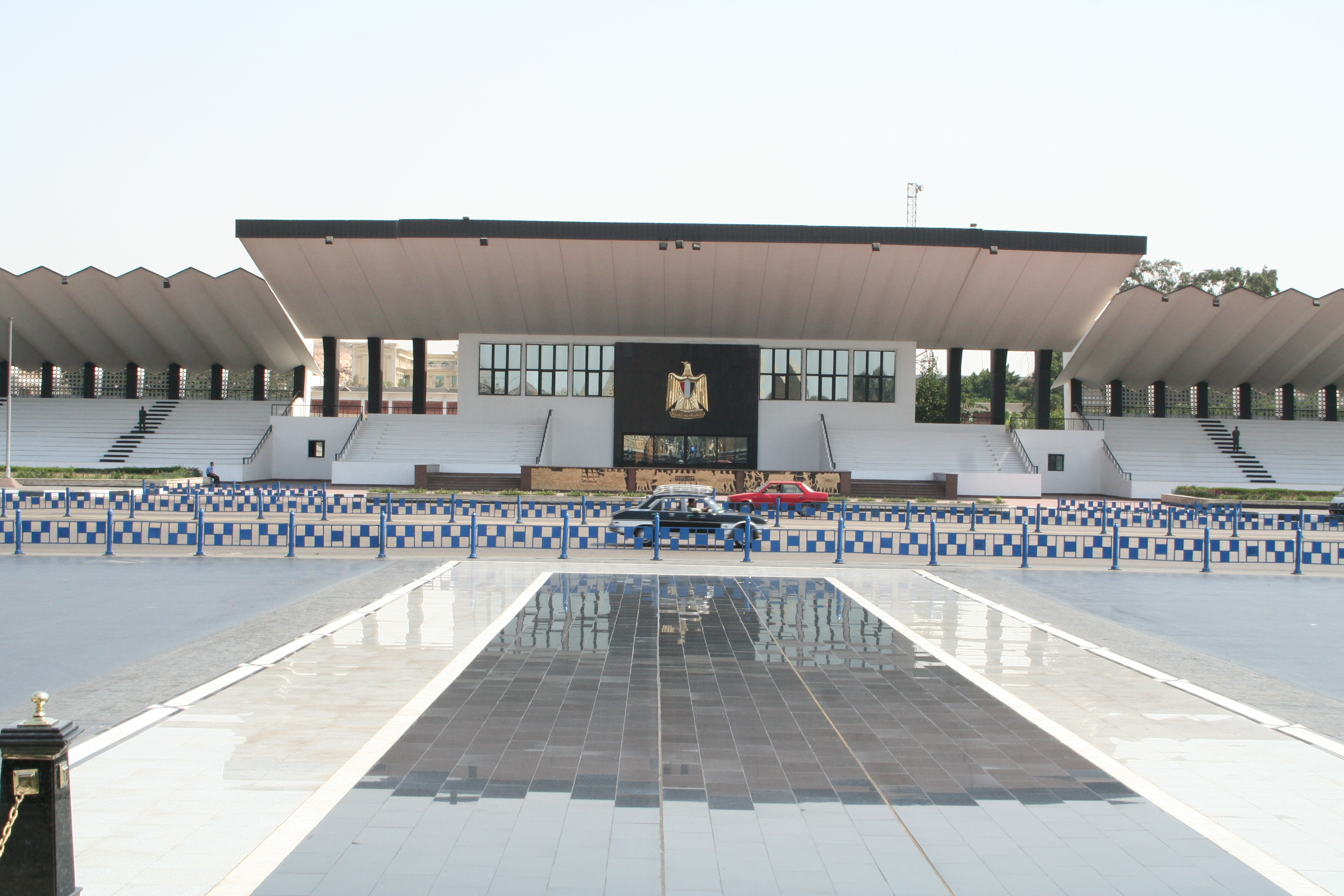
نصب الجندي المجهول وقبر السادات.

## النشأة
مدينة نصر من أهم «المدن الجديدة» التي تأسست بعد ثورة 23 يوليو من خلال برنامج التوسع العمراني وقد تميزت بأسلوب إنشائي وحضاري وريادي للشعب المصري.
ولقد بدأ التعمير في منطقة مدينة نصر طبقاً للقرار الجمهوري (للرئيس الراحل جمال عبد الناصر) والصادر في نهاية الخمسينيات لاستيعاب التوسع العمراني بعيداً عن المناطق الزراعية، لذا اتجهت أنظار الدولة إلى التعمير شرقاً في منطقة صحراء مدينة نصر، وتم تخطيطها لتكون منطقة شرق صحراء العباسية منطقة متكاملة ذات أبعاد حضارية شاملة وما زال العمران يتزايد وتتسع رقعتها ويزيد عدد سكانها.

## التقسيم

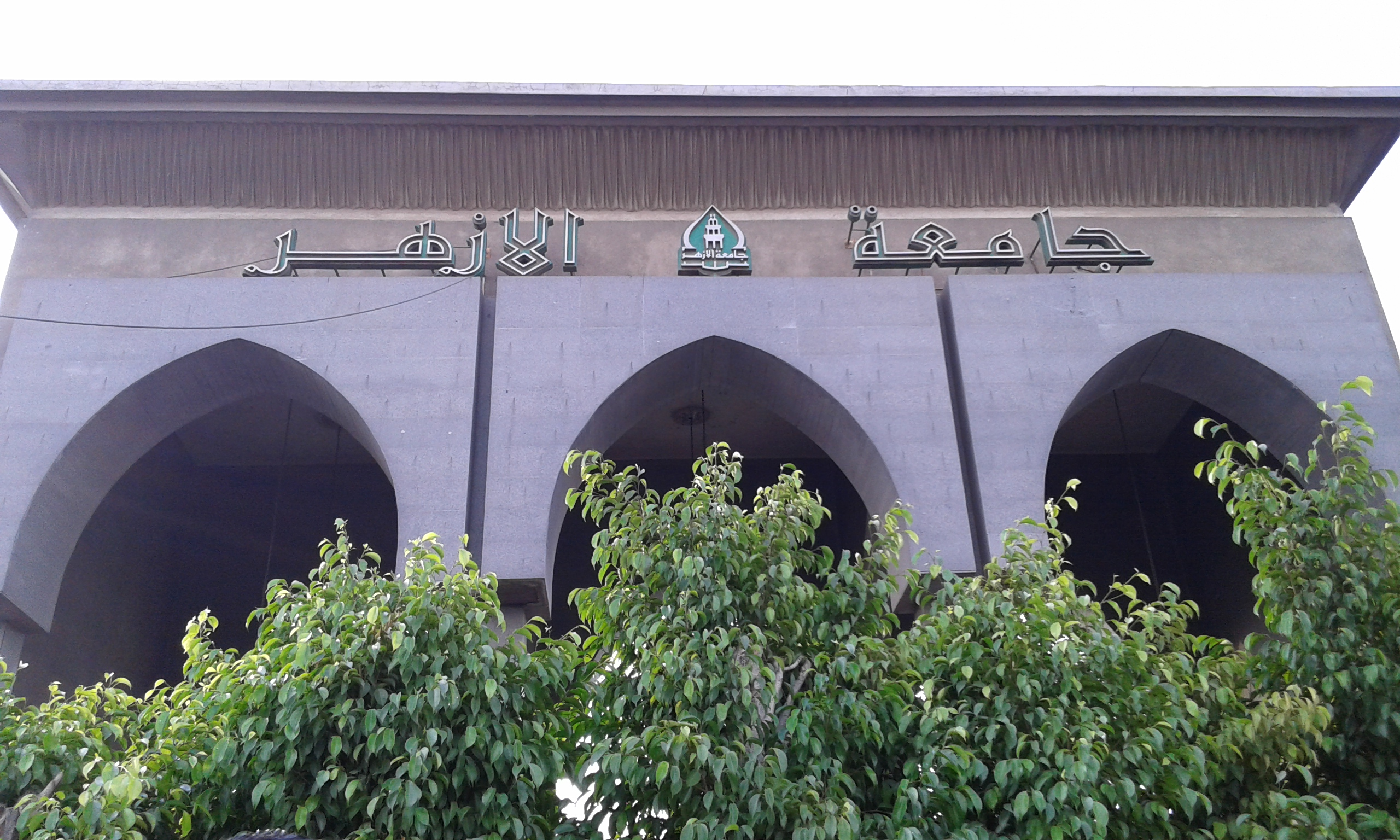
جامعة الأزهر - فرع مدينة نصر

تم تقسيم مدينة نصر إلى قسمين حي شرق، حي غرب طبقا للقرار الوزاري رقم 561 لسنة 1999 وتم التنفيذ الفعلي في 1 يوليو 1999.

### حي غرب
يرأس الحي «محمد محمد حسن عبد اللطيف»، وعدد سكان الحي حوالي 77033 نسمة تقريبا ويقع حي غرب مدينة نصر ضمن أحياء المنطقة الشرقية، ويعدّ حي غرب مدينة نصر منطقة جذب للسكان من جميع أنحاء الجمهورية إلى جانب وجود أرض صالحة لإقامة المشروعات الاستثمارية وكل مقومات النجاح لهذه المشروعات موجودة على أرض مدينة نصر، والحي به جميع مستويات الإسكان من المناطق المتميزة إلى المناطق الشعبية مثال ذلك الحي السادس – الحي السابع وبه العديد من الهيئات والمنشآت القومية التي تقع في نطاق الحي.
في نفس الوقت يضم حي غرب مدينة نصر عدة مناطق مكملة للتخطيط الشامل لمدينة القاهرة كالمنطقة الأولمبية وستاد ناصر الرياضي ومنطقة السوق الدولية ومناطق الجامعات وأيضاً مناطق أثرية، كما أن حي غرب مدينة نصر يمتاز بوجود معالم حضارية حديثة مثل نصب الجندي المجهول التذكاري وقاعة المؤتمرات الدولية وهيئة المعارض والبانوراما وجامعة الأزهر التي تعد منارة علمية في العالم.

#### الحدود الإدارية
- الحد الشرقي: طريق مصر-السويس حتى الكيلو 51 وتقاطعه مع طريق القطامية.
- الحد الغربي: «شارع صلاح سالم» مع «شارع يوسف عباس» – الخليفة القاهر يساراً، التقاء مع «شارع عبد الله العربي»، الأمن المركزي.
- الحد الشمالي: «شارع صلاح سالم» بالتقاء مع «شارع يوسف عباس» – «شارع الميرغني» –شارع الثورة تقاطعه مع طريق مصر-السويس.
- الحد الجنوبي: طريق القطامية والحدود مع الخليفة والمقطم.

#### الشياخات بحي غرب

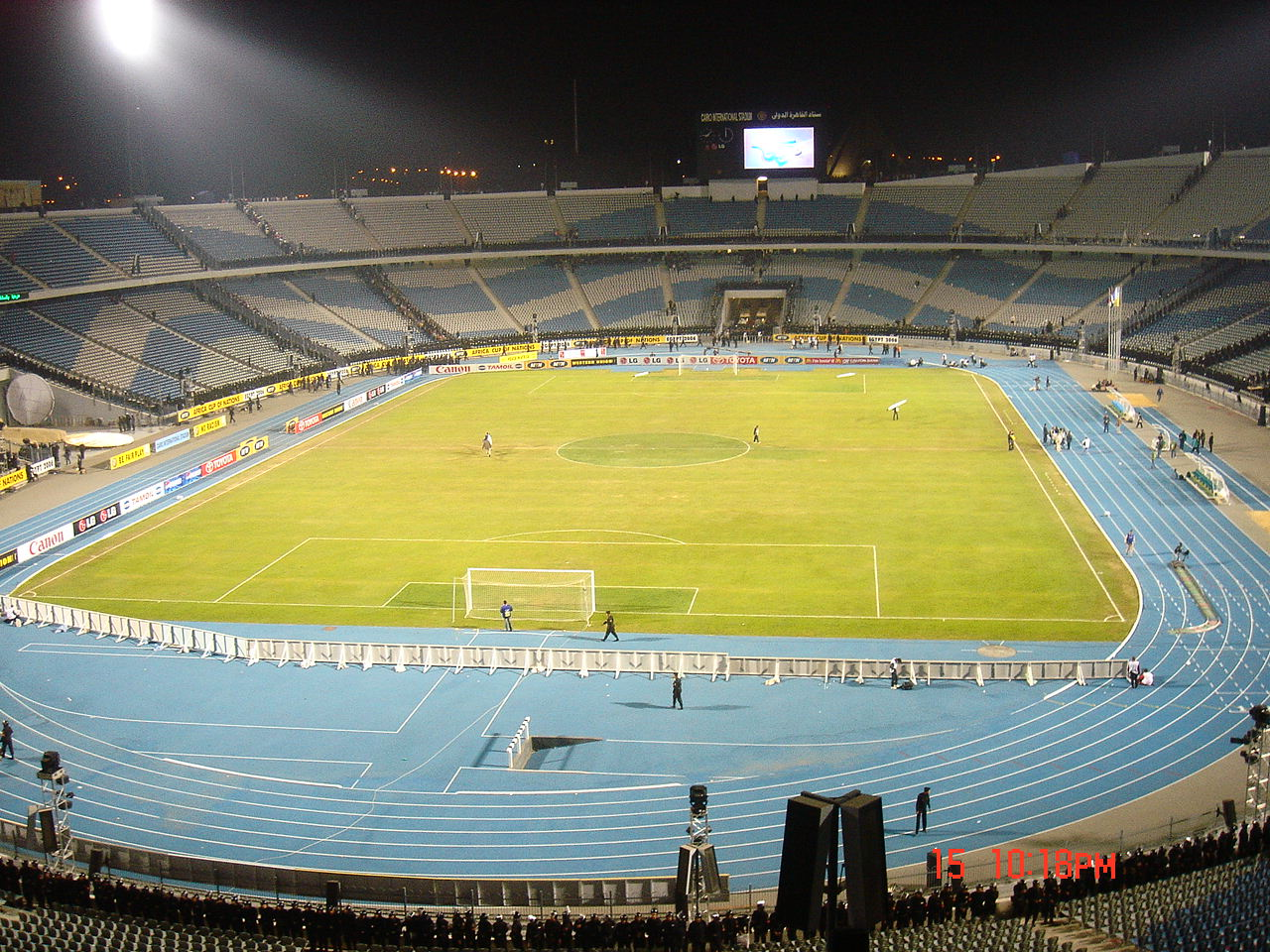
ستاد القاهرة الدولي

- الإستاد.
- الحي السابع.
- الحي السادس.
- السرايات الشرقية.
- جامعة الأزهر.
- عزبة العرب.
- نادي السكة الحديد.

#### المعالم بالحي

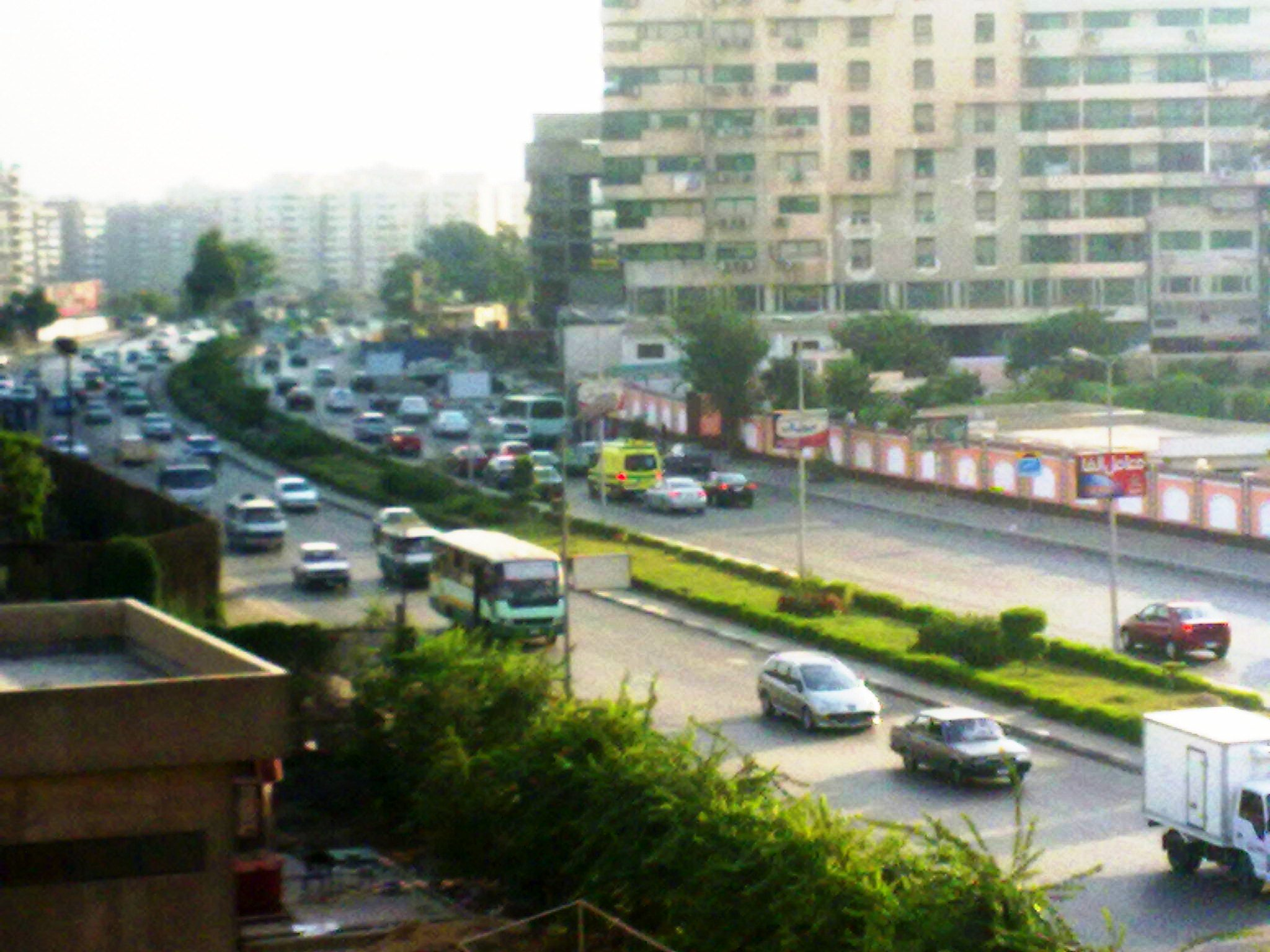
طريق رئيسي بمدينة نصر

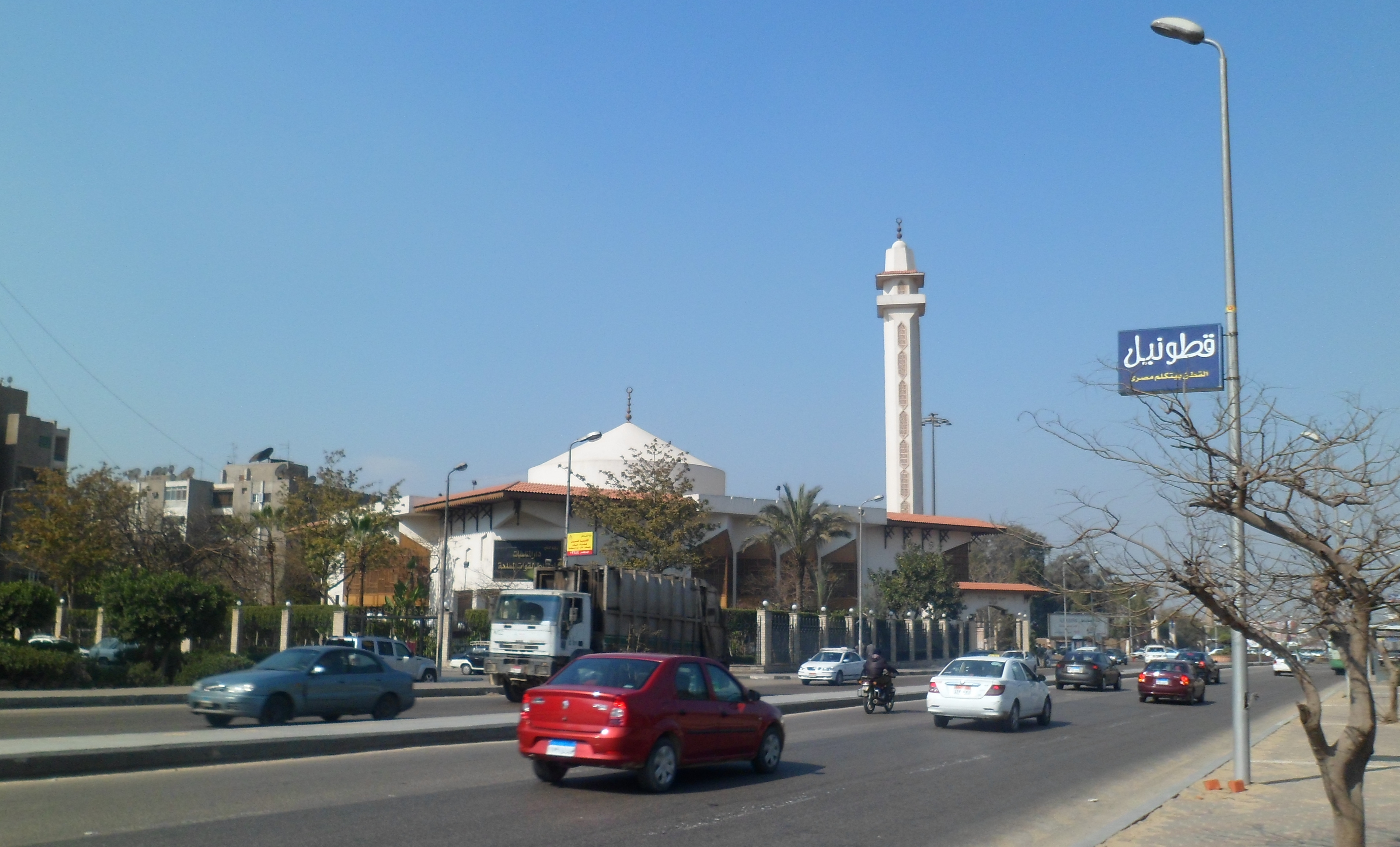
مسجد القوات المسلحة «آل رشدان»

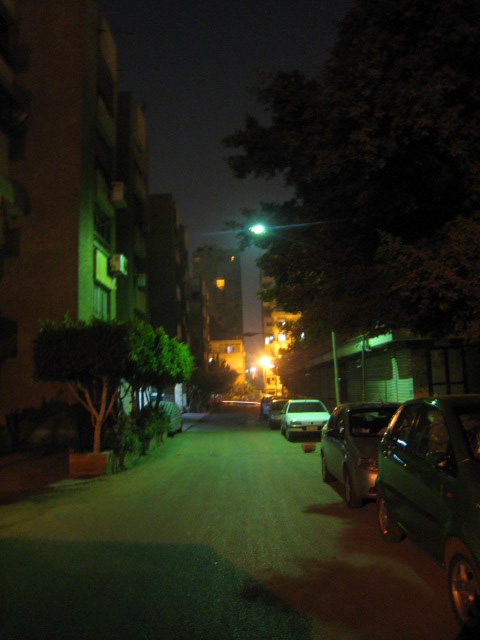
شارع متفرع عن طريق مصطفى النحاس

| الاسم                                       | العنوان                |
| ------------------------------------------- | ---------------------- |
| دار ضيافة الشرطة                            | ش الخليفة القاهر       |
| قاعة المؤتمرات                              | طريق النصر ش صلاح سالم |
| إستاد القاهرة مجمع السباحة – الصالة المغطاة | ش الفنجري              |
| هيئة الاستعلامات                            | بحري الإستاد           |
| مجمع الصالات المغطاة                        | ش الفنجري              |
| مجمع حمامات السباحة الدولي                  | ش يــوسـف عباس         |
| مجمع ألعاب القوى                            | ش يــوسـف عباس         |
| اللجنة الأوليمبية                           | الإستاد                |
| مدرسة الموهوبين رياضياً                      | طريق النصر             |
| مستشفي الطب الرياضي                         | ش يــوسـف عباس         |
| شهداء الأتراك (الحرب العالمية الأولي)       | طريق النصر             |
| مستشفى حميات العباسية نمرو                  | امتداد رمسيس           |
| أرض المعارض                                 | صلاح سالم              |
| مستشفى صدر العباسية                         | طريق الأتوستراد        |
| مستشفى الأمراض النفسية                      | صلاح سالم              |
| مسجد القوات المسلحة آل رشدان                | امتداد رمسيس           |
| الحديقة الدولية                             | امتداد عباس العقاد     |
| جنينة مول                                   | ش الدكتور البطراوي     |
| وزارة الداخلية                              | شارع المخيم الدائم     |
| مسجد الرحمة                                 | مصطفي النحاس           |
| وزارة البترول                               | أحمد الزمر             |

### حي شرق
حي شرق مدينة نصر يمثل الواجهة الشرقية لمحافظة القاهرة، وعدد سكان حي شرق حوالي 750 ألف نسمة. بالحي 18 شياخة لكبر مساحة الحي.

#### الحدود الإدارية
- الحد الشمالي: «شارع صلاح سالم» بالتقاء مع «شارع يوسف عباس» – «شارع الميرغني» – شارع الثورة تقاطعه مع طريق مصر-السويس.
- الحد الشرقي: طريق مصر-السويس حتى الكيلو 51 وتقاطعه مع طريق القطامية.
- الحد الجنوبي: طريق القطامية والحدود مع الخليفة والمقطم.
- الحد الغربي: «شارع صلاح سالم» مع «شارع يوسف عباس» – الخليفة الاهرة يسارا، التقاء مع عبد الله العربي الأمن المركزي.

#### الشياخات بحي شرق

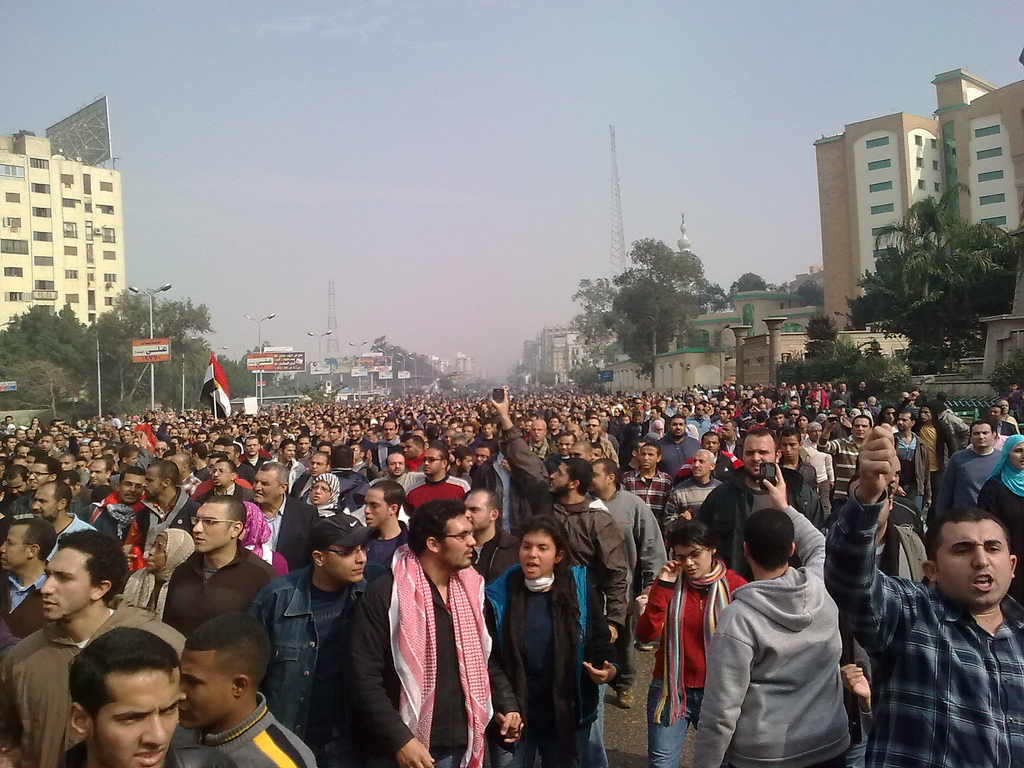
أثناء ثورة 25 يناير.

- رابعة العدوية.
- التوفيق.
- الشركات.
- الجولف.
- المهندسين.
- النادي الأهلي.
- شرق المنطقة السادسة.
- المنطقة التاسعة.
- المنطقة العاشرة.
- المنطقة الحادية عشر.
- الحي العاشر.
- منطقة السينما.
- المنطقة الأولى.
- المنطقة السادسة.
- المنطقة الثامنة.
- الوفاء والأمل.
- الحديقة الدولية.
- المنطقة السابعة.
- مدينة الأمل.
- زهراء مدينة نصر.

## الشوارع والمعالم الهامة

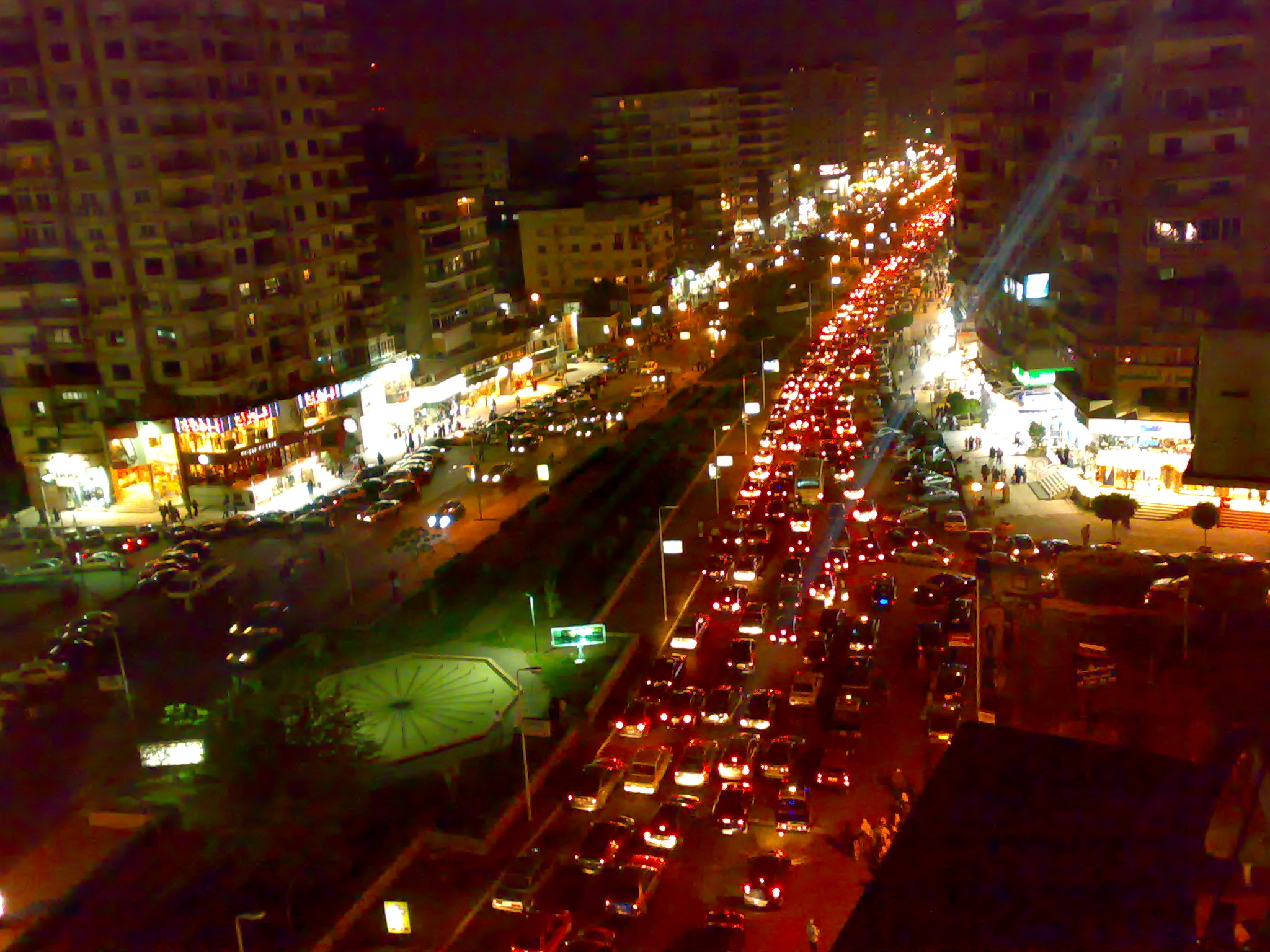
شارع عباس العقاد ليلا

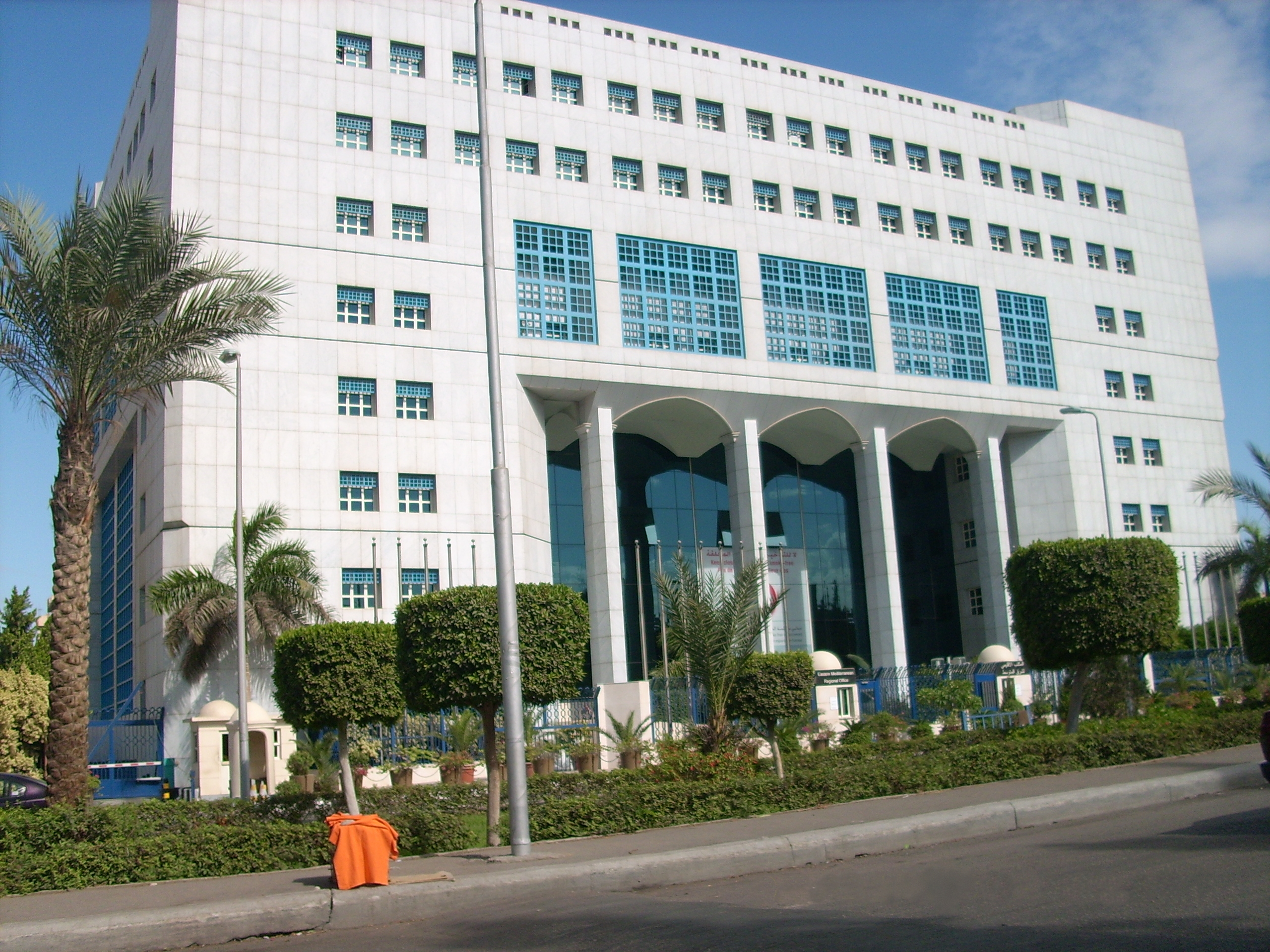
المكتب الإقليمي لمنظمة الصحة العالمية يقع بمدينة نصر - القاهرة

- شارع حسن المأمون: وبه النادي الأهلي المصري وهيئة الأبنية التعليمية، ويوجد به فرع لمترو ماركت وبعض سلاسل المطاعم المشهورة.
- شارع مكرم عبيد: وبه الجامعة العربية المفتوحة وحديقة الطفل ومركز تجاري سيتي ستارز، وهو شارع تجاري يحفل بالعديد من الأسواق خاصة في تجهيزات الديكور والأرضيات والأخشاب.
- شارع عباس العقاد: وبه الكثير من المحلات التجارية والمطاعم فهو شارع للتسوق من الدرجة الأولى، وبه الجامعة العمالية والحديقة الدولية وعدة بنوك وشركات صرافة وبورصة.
- شارع الطيران: وبه مسجد ومركز رابعة العدوية ومقر وزارة الدفاع المصرية ويضم امتداده (عبد الله العربي) حديقة العاشر من رمضان.
- شارع يوسف عباس: وبه نادي الزهور ومقر وزارة القوى العاملة ومستشفى التأمين الصحي، وهو من أخف الشوارع ازدحاما في منطقة مدينة نصر.
- شارع مصطفى النحاس: وهو من أطول الشوارع بمدينة نصر وبه جامعة الأزهر والكثير من المحلات التجارية وبه أيضا العديد من مراكز التسوق.
- طريق النصر (الأوتستراد): يقع فيه نصب الجندي المجهول، والمنصة التي اغتيل عليها الرئيس المصري الراحل محمد أنور السادات، وكان يقام بذلك الطريق الاحتفالات العسكرية حتى العام 1981. يوجد بطريق النصر المركز الدولي للمؤتمرات وستاد القاهرة الدولي وأسواق سيتي ستارز وصن سيتي.

بعض المعالم:
| مراكز تسوق     | مستشفيات                                                       | أخرى                   |
| -------------- | -------------------------------------------------------------- | ---------------------- |
| طيبة مول       | مستشفى التأمين الصحي                                           | شركة الخدمات البترولية |
| جنينة مول      | مستشفى الدكتور جمال ماضي أبو العزايم للطب النفسي وعلاج الإدمان | الجامعة العمالية       |
| سيتي ستارز مول |                                                                |                        |
| تكنولوجي مول   |                                                                |                        |
| السراج مول     |                                                                |                        |
| سيتي سنتر مول  |                                                                |                        |
| صن سيتي مول    |                                                                |                        |

## أحداث تاريخية شهدها حي مدينة نصر
- حادثة المنصة (والتي تم فيها اغتيال الرئيس الأسبق محمد أنور السادات)
- فض اعتصام رابعة العدوية

## تطوير مدينة نصر
شهدت مدينة نصر ازدياد غير مسبوق في الكثافة السكانية مما تسبب في ازدياد في الكثافة المرورية والزحام مما حدا الدولة القيام بالتعديلات الآتية:
- في عام 2014 تم إلغاء ترام مدينة نصر الرابط بين مدينة نصر ومصر الجديدة[4] وتم توسعة شارع مصطفى النحاس.
- في عام 2020 انطلق مشروع مونوريل العاصمة الإدارية الجديدة والذي يبدأ من مدينة نصر ومرورا بالقاهرة الجديدة ووصولا للعاصمة الإدارية الجديدة [5] ، ولمدينة نصر عدد 6 محطات هي (الاستاد – هشام بركات – نوري خطاب – الحي السابع – ذاكر حسين – المنطقة الحرة)[6]
- تقوم الدولة حاليا بالتجهيز لمشروع مترو الخط الخامس الذي يخدم مدينة نصر ويربطها بمنطقة السواح بالقاهرة مرورا بمنطقة مصر الجديدة، ولمدينة نصر 5 محطات هي (الوفاء والأمل - مسجد السلام - حسن مأمون - النادي الأهلي - الجامعة العمالية)[7]